# Nida (Fluss)
Die Nida ist ein Fluss im Süden von Polen. Sie ist ein Nebenfluss der Weichsel, in die sie nahe der polnischen Stadt Nowy Korczyn mündet.
Die Nida ist 151 km lang, ihr Einzugsgebiet ist 3865 km² groß.
Das Quellgebiet des Flusses befindet sich etwa 50 Kilometer westlich von Kielce im Forst Czarnca, etwa drei Kilometer nordwestlich der Ortschaft Bebelno-Wieś. Der Oberlauf des Flusses wird seit Jahrhunderten von den Anwohnern durch zahlreiche Fischteiche genutzt.
Die Fließrichtung der Nida am Oberlauf ist konstant in östlicher Richtung (Kielce), der erste größere Ort ist Popowice. Westlich des Ortes Żerniki (an der Hauptstraße von Kielce nach Krakau)  mündet von Norden kommend als linker Zufluss die Lossosina ein, die Nida biegt von da in einem scharfen Bogen nach Süden ab und nimmt die von Osten zufließende Czarna Nida – Hauptzufluss aus dem Umland von Kielce – als linker Nebenfluss auf. Bei Pińczów mündet die Mierzawa als rechter Nebenfluss ein. Die Nida mündet bei Nowy Korczyn als linker Zufluss in die Weichsel.